# Karl-Heinz Jöckel
Karl-Heinz Jöckel (* 16. November 1953 in Hiltrup) ist deutscher Epidemiologe und Hochschullehrer.

## Leben
Karl-Heinz Jöckel studierte bis 1977 Mathematik und Betriebswirtschaftslehre in Münster. Danach war er wissenschaftlicher Assistent in der Abteilung Statistik der Universität Dortmund. Nach der Promotion zum Dr. rer. nat. bei Joachim Hartung in Dortmund 1982 (Dissertation: Eigenschaften und effektive Anwendungen von Monte-Carlo-Tests) wurde er Leiter der Abteilung Biometrie und EDV am Bremer Institut für Präventionsforschung und Sozialmedizin (BIPS), wo er ab 1985 zusätzlich stellvertretender Institutsleiter war. 1989 habilitierte er sich für das Fachgebiet „Angewandte Statistik“ am Fachbereich Statistik der Universität Dortmund. 1993 wurde er zum Professor für „Biometrie mit dem Schwerpunkt methodische Aspekte der Biometrie, mathematische-statistische und numerische Methoden“ am Fachbereich Mathematik / Informatik der Universität Bremen ernannt. 1994 wurde er zum Professor für Medizinische Informatik, Biometrie und Epidemiologie an der Medizinischen Fakultät der Universität GH Essen (C4). Ebenfalls war er Prorektor für Qualitätsmanagement an der Universität GH Essen (2001–2002), Rektor der Universität GH Essen (2002) und Dekan der Medizinischen Fakultät der Universität Duisburg-Essen in zwei Amtsperioden (2004–2008). Von 2006 bis 2022 war er Vorstandsvorsitzender der Stiftung Universitätsmedizin Essen. Zwischen 2012 und 2017 war er Vorsitzender der NAKO e. V. (ehemals Nationale Kohorte).
Von 1994 bis 2019 war Karl-Heinz Jöckel Geschäftsführender Direktor des Instituts für Medizinische Informatik, Biometrie und Epidemiologie (IMIBE) in der Universitätsmedizin Essen.

## Kontroversen
Im Mai 2002 wurde Jöckel durch ein konstruktives Misstrauensvotum kurzzeitig Rektor der Universität GH Essen. Jöckel warf seiner Vorgängerin vor, gegenüber dem Land NRW und der Universität Duisburg die „...Interessen und Forderungen der Universität Essen nicht mit ausreichender Härte vertreten zu haben.“ Mit der Fusion zur Universität Duisburg Essen endete seine Amtszeit Ende 2002. Eine Klage des Essener Rektorats gegen das Gesetz zur Errichtung der Universität Duisburg-Essen führt zur verspäteten Besetzung des Gründungsrektorats.
Jöckel positionierte sich Ende 2021 gemeinsam mit rund 50 anderen Personen in einem Aufruf sowohl gegen die einrichtungsbezogene wie auch gegen eine allgemeine Impfpflicht. Dies geschah nach eigener Aussage nicht in offizieller Funktion des Universitätsklinikums oder der Stiftung. Er argumentiert mit den Gefahren des Impfens: „potenziell tödliche Nebenwirkungen“, insbesondere für Kleinkinder. Ihn ärgere der wachsende Zwang zur Impfung und er fordere Entscheidungsfreiheit für jeden. Es gebe „niederschwellige Maßnahmen, die den gleichen Zweck erfüllen“. Die Impfpflicht für Klinikpersonal sei ein unverhältnismäßiger Eingriff des Staats in die persönliche Entscheidungsfreiheit. Die professionelle Hygiene dieser Berufsgruppen sei ausreichend, um Ausbrüche weitestgehend zu verhindern. Des Weiteren äußerte Jöckel Zweifel, ob in Deutschland eine medizinische Notlage herrsche. Diese Thesen stehen im Widerspruch zur Impfkampagne und Politik des Uniklinikums und entsprechender Aufrufe des Ärztlichen Direktors Jochen A. Werner wie auch des leitenden Virologen Ulf Dittmer. Werner und Dittmer verwiesen darauf, dass Jöckel kein Mediziner sei. Als Außenstehender sollte man sich nicht zur Frage einer medizinischen Notlage in der Pflege äußern. „Dies ist gesundheitspolitisch naiv und verantwortungslos“, sagte Essens Gesundheitsdezernent Peter Renzel auf Facebook über Jöckels Äußerungen, die Wert und Wirkung der Corona-Impfungen in Zweifel ziehen. Uniklinik und Stiftung verwiesen darauf, dass Jöckel nicht in offizieller Funktion spreche. Werner sieht dennoch einen Schaden für die Stiftung.

## Mitgliedschaften (Auswahl)
Jöckel war Mitglied in zahlreichen Fachgesellschaften und Expertengremien, u. a. war er von 1997 bis 1999 Präsident der Deutschen Gesellschaft für Medizinische Informatik, Biometrie und Epidemiologie (GMDS) und bis 2010 Mitglied der SSK (Strahlenschutzkommission). 2022 wurde Jöckel zum Mitglied der Academia Europaea gewählt.

## Funktionen in Wissenschaftsinstitutionen, Beratungsgremien und Initiativen (Auswahl)
- Mitglied des ÄSVB (Ärztlicher Sachverständigenbeirat „Berufskrankheiten“ beim Bundesministerium für Arbeit und Soziales)[12]

## Ehrung
2018 zählte Clarivate Analytics ihn zu den 1 % meistzitierten Wissenschaftlern.